# Giant (canción)
«Giant» es una canción de la cantante china Yuqi, perteneciente al grupo femenino surcoreano (G)I-dle. Corresponde a su debut como solista, siendo uno de los dos sencillos de su primer álbum sencillo titulado A Page. Fue lanzado por Cube Entertainment el 13 de mayo de 2021. Fue escrita y compuesta por Yuqi junto a BoyToy, Young Sky, Peter Hyun y ChaTone.

## Antecedentes y lanzamiento
El día 6 de mayo de 2021, Cube Entertainment reveló a través de las redes oficiales del grupo (G)I-dle un teaser del álbum debut de su miembro Yuqi, titulado A Page, en lo que sería su debut como solista. Luego, un adelanto de las canciones fue publicado el 11 de mayo, confirmando que el álbum contendría dos canciones, «Giant» y «Bonnie & Clyde».
El 11 de mayo, fue publicado el primer teaser tráiler del vídeo musical de «Giant», el cual fue lanzado oficialmente el 13 de mayo, junto con el álbum.

## Composición y letras
«Giant» es una canción que contiene sonidos de batería del género pop rock. La canción fue escrita y compuesta por Yuqi junto a BoyToy, Young Sky, Peter Hyun y ChaTone, la cual habla de superar las dificultades, sobre una niña que persigue un pequeño orbe de luz imposible de alcanzar. A pesar de los obstáculos que enfrenta, sigue persiguiendo la luz hasta que se convierte en un gigante. "No tendré miedo, la vacilación me puso contra la pared. No más errores como los que cometí antes porque sé cómo ganar esta vez... me levantaré como un gigante", canta Yuqi en la canción.

## Vídeo musical
Un vídeo musical animado de «Giants» fue publicado en el canal oficial de YouTube de (G)I-dle el 13 de mayo de 2021. El vídeo muestra a una niña corriendo rápidamente como si fuera perseguida por algo, en dirección a un bosque, seguido por la silueta de la misma niña cayendo. Al final del vídeo, sostiene el espejo que anteriormente estaba en el suelo y una luz brillante alumbra un oscuro paisaje.

## Historial de lanzamiento
| País  | Fecha              | Formato                    | Sello                                         | Ref.  |
| ----- | ------------------ | -------------------------- | --------------------------------------------- | ----- |
| Mundo | 13 de mayo de 2021 | Descarga digital streaming | Cube Entertainment, Republic Records, Kakao M | [ 9 ] |